# Lepanus illawarrensis
Lepanus illawarrensis là một loài bọ cánh cứng trong họ Bọ hung (Scarabaeidae).